# 青岛芝罘路小学

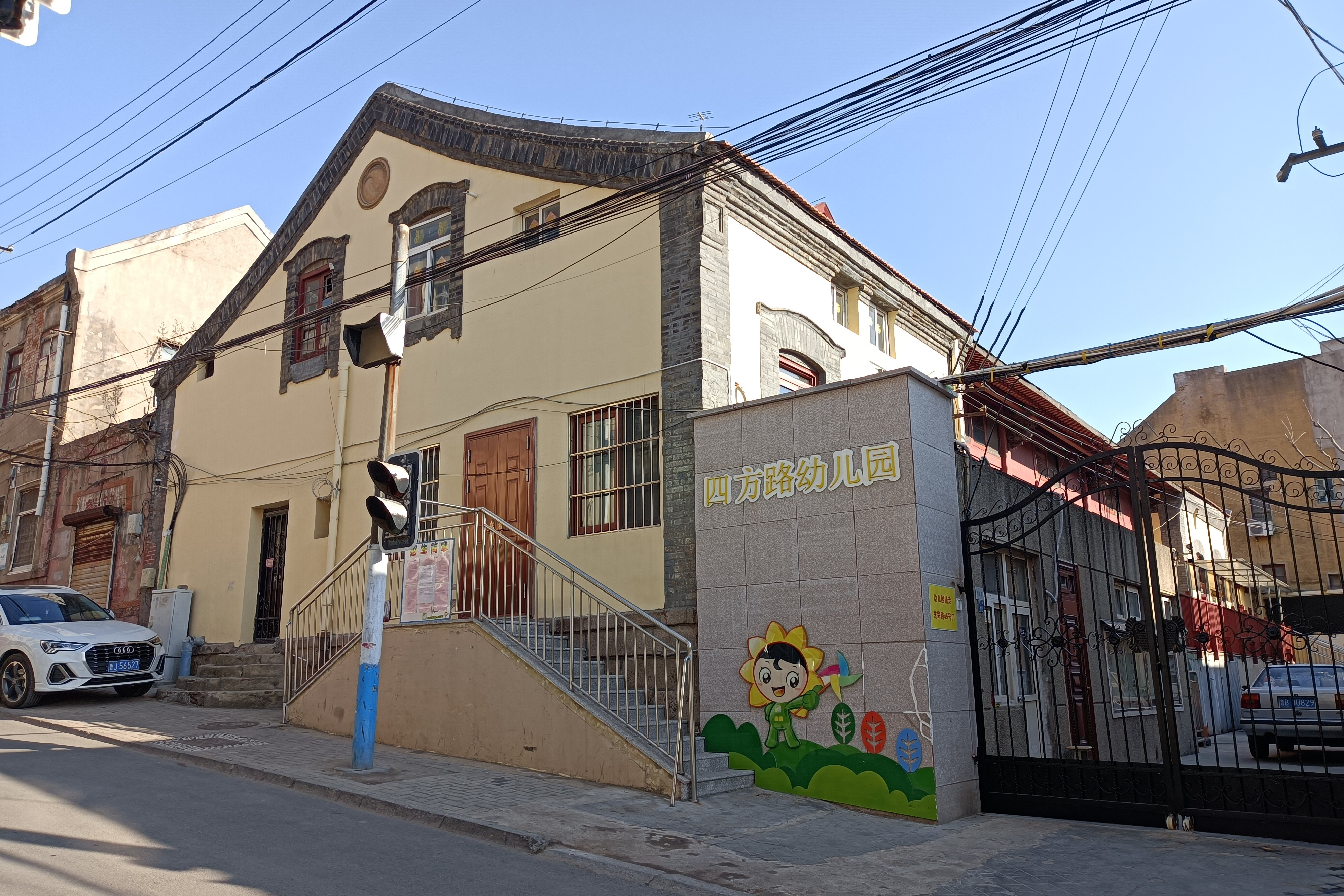
三江会馆议事厅旧址及四方路10号原芝罘路小学正门，2021年

青岛芝罘路小学，原校址位于中国山东省青岛市市南区四方路10号（后门芝罘路45号），为原三江小学与岭南小学于1952年合并而成，1987年撤销。
36°04′12″N 120°19′03.5″E / 36.07000°N 120.317639°E

## 校史

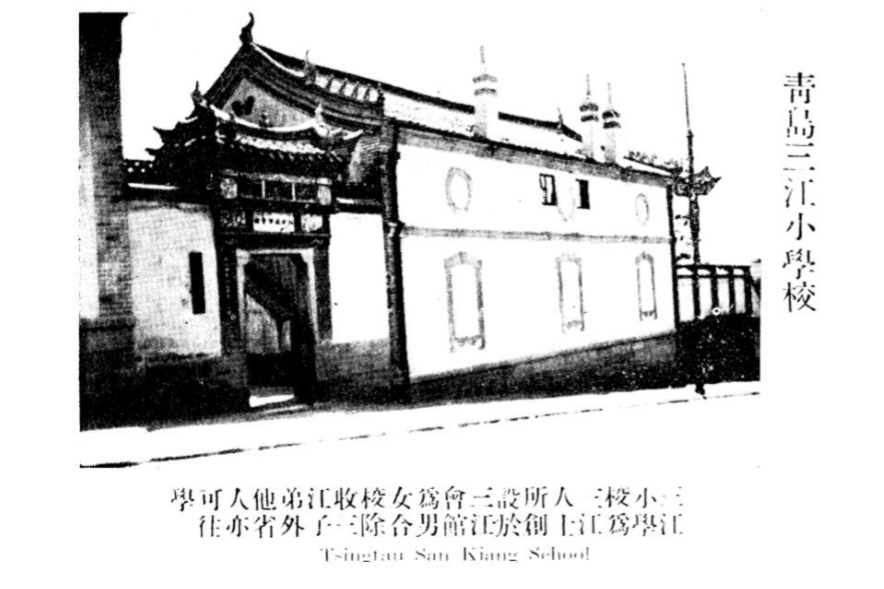
三江小学所在的三江会馆北厢房（临四方路）

1920年，青岛三江会馆（江苏、浙江、安徽、江西四省同乡会）开办三江小学，设于三江会馆内，1923年扩编为包含初小、高小的两级小学，有教室3间、办公室1间、杂用室15间，教师7人、职员3人、学生98人。该校最初仅招收四省人士子女，后来也面向社会招生。当时该校经费远高于其他私立小学，教师水平也较高。1944年，日本占领当局将该校收归公办以便控制，1945年抗战结束后恢复私立。1952年改公办前，该校有教职员21人，教学班13个，学生861人。
1946年，与三江会馆相邻的青岛广东会馆开设岭南小学，设于芝罘路45号广东会馆内。1952年改公办前，该校有教职员12人，教学班8个，学生435人。
1952年，三江小学、岭南小学合并为公立芝罘路小学，沿用三江会馆、广东会馆房舍作为校舍。1987年，该校校舍占地面积5亩，建筑面积1077平方米，有教学班6个、学生179人、教师18人，教职工总数26人。1987年，芝罘路小学撤销，次年9月解散，部分师生调入德县路小学。
芝罘路小学撤销后，市南区辅读学校由四川路第一小学址迁至此处。1988年拆除部分平房教室，新建三层教学楼，1989年竣工。原三江会馆议事厅、广东会馆旧址改为学校勤工俭学用房。2010年代此处曾为青岛三江学校所使用，2012年改作他用。2018年此处改为四方路幼儿园至今。